# Muzeum Anahuacalli
Muzeum Anahuacalli je muzeum umění indiánských kultur v Coyoacánu na jihu metropole Mexika.

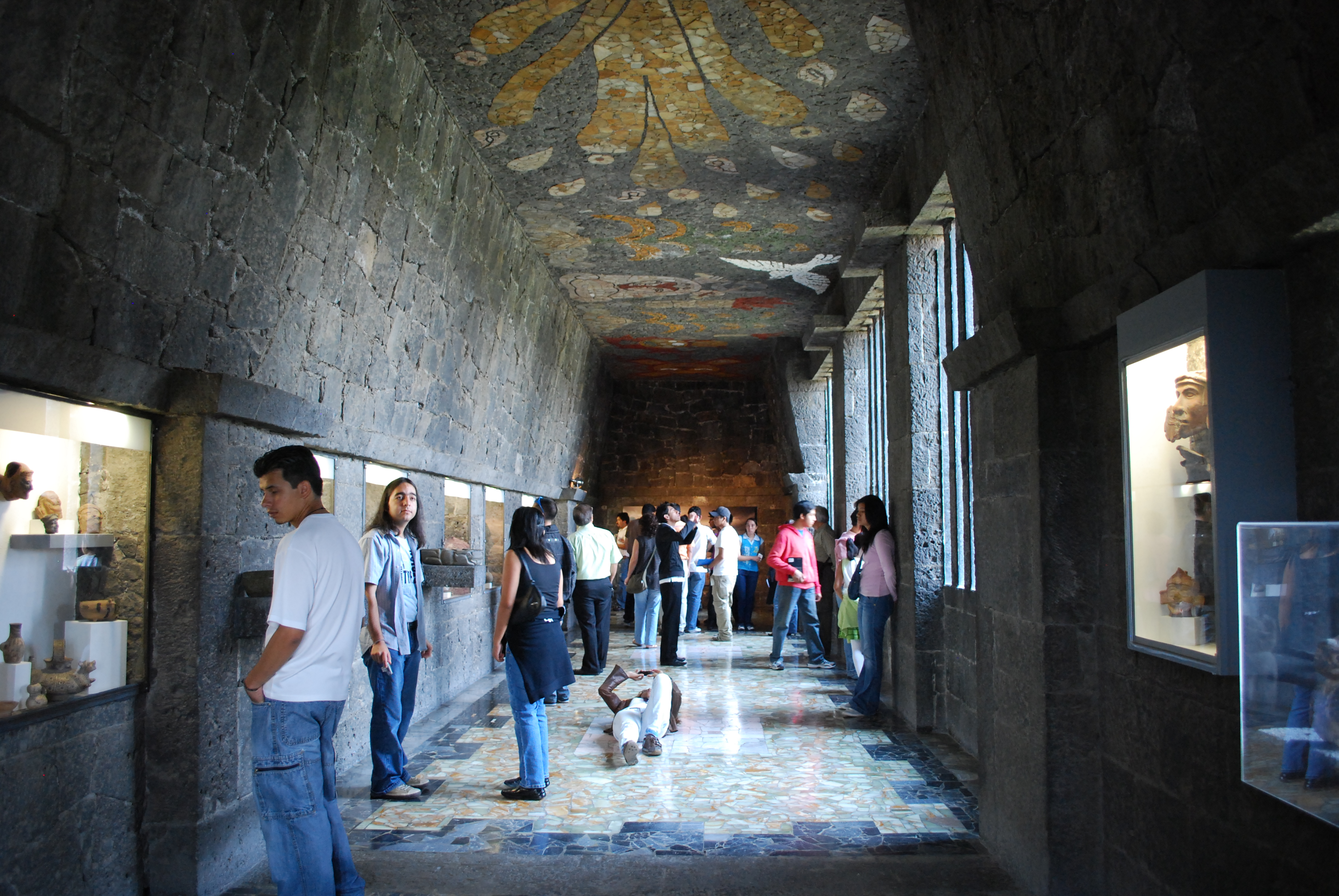
Jedna z hal v horním patře Muzea Anahuacalli

Muzeum vystavuje 2000 kusů předkolumbovských uměleckých předmětů ze sbírky, kterou vytvořil Diego Rivera. Motivován zájmem o mexickou kulturu, Rivera shromáždil během svého života téměř 50 000 předhispánských uměleckých předmětů. Anahuacalli dokončili po Riverově smrti architekti Juan O'Gorman, Heriberto Pagelson a Riverova dcera Ruth Rivera Marínová.  Diego Rivera a jeho manželka, malířka Frida Kahlo, zamýšleli vybudovat dvě muzea jako svůj odkaz Mexiku. V domě, ve kterém bydleli, známém jako La Casa Azul (Modrý dům), se nyní nachází Muzeum Fridy Kahlo; je asi 3 km daleko v srdci bývalé vesnice Coyoacán. Dvojitý ateliér, který O'Gorman pro manžele navrhl v nedalekém San Angel, je také muzeum.
Anahuacalli má tvar pyramidy z černého sopečného kamene (získaného z místa, kde vybuchla sopka Xitle). Ve druhém patře je výstavní místnost věnovaná Riverově životu a dílu a vyhlídková plošina.
Architektonický design je výrazně ovlivněn teotihuacanskou kulturou, zejména kultem boha deště Tlaloca. Jsou tu také vlivy Mayů a Aztéků, které se projevují v hexagonálních (Mayové) a obdélníkových (Aztéci) tvarech vchodů do jednotlivých galerií.

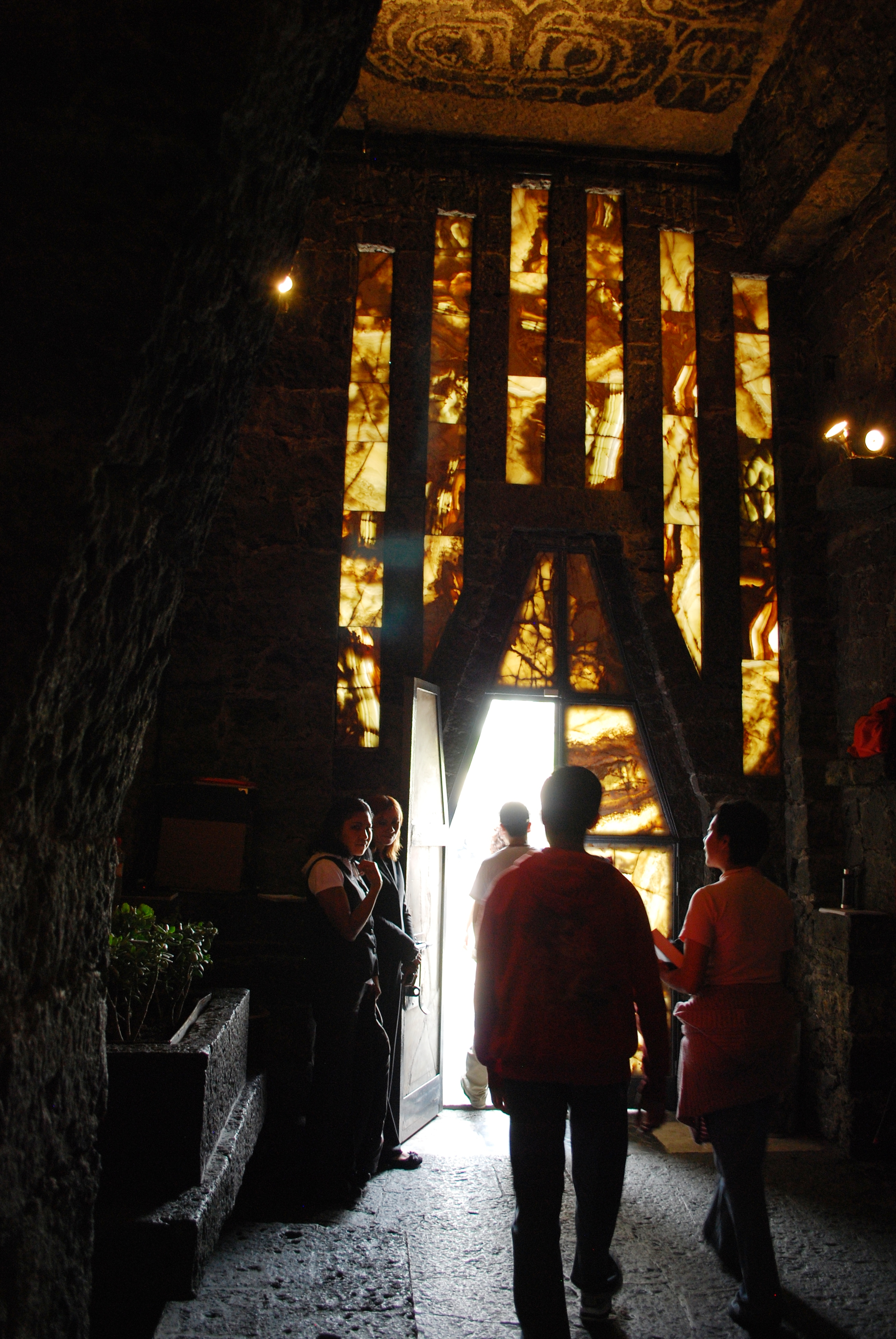
Vstup
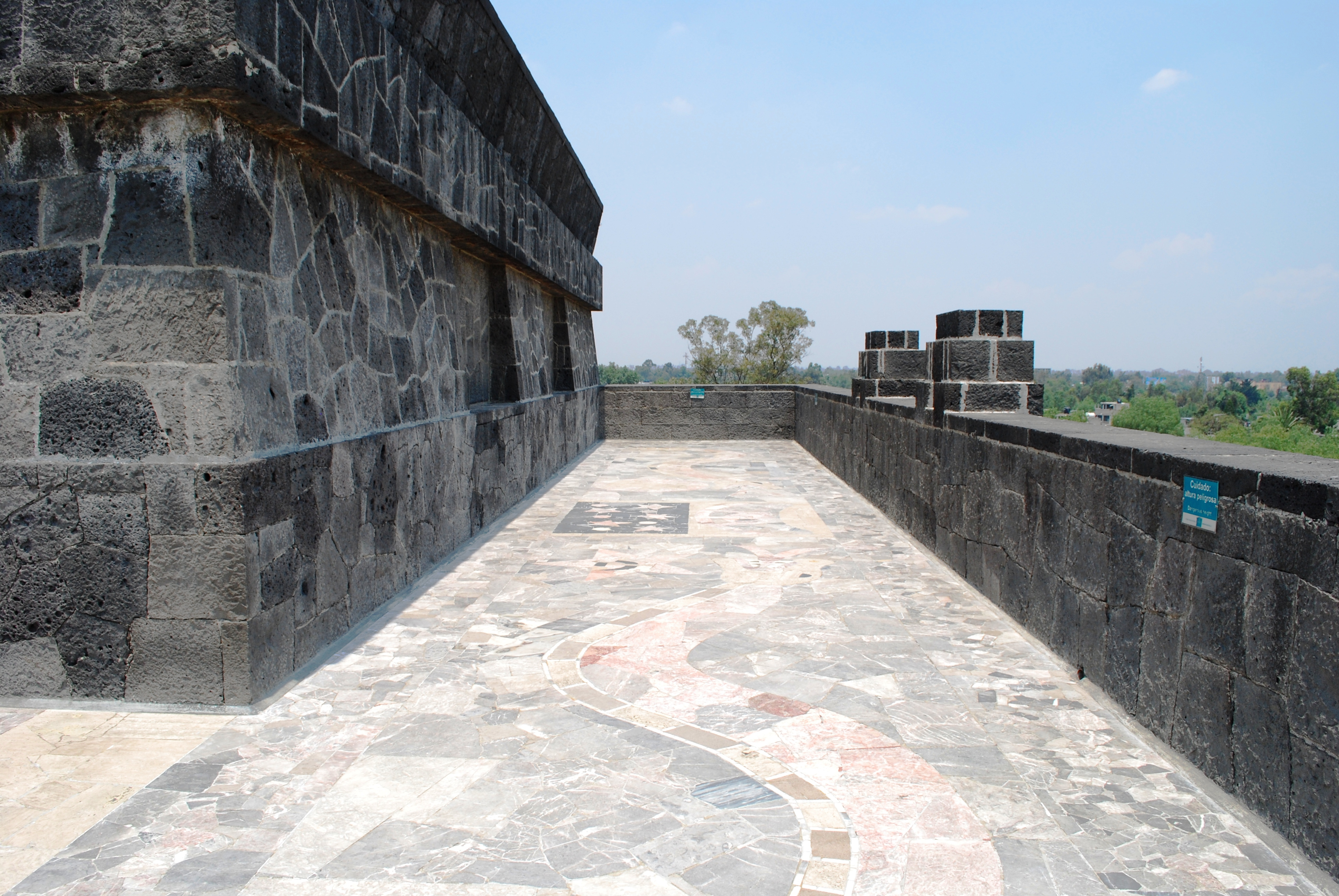
Střešní terasa
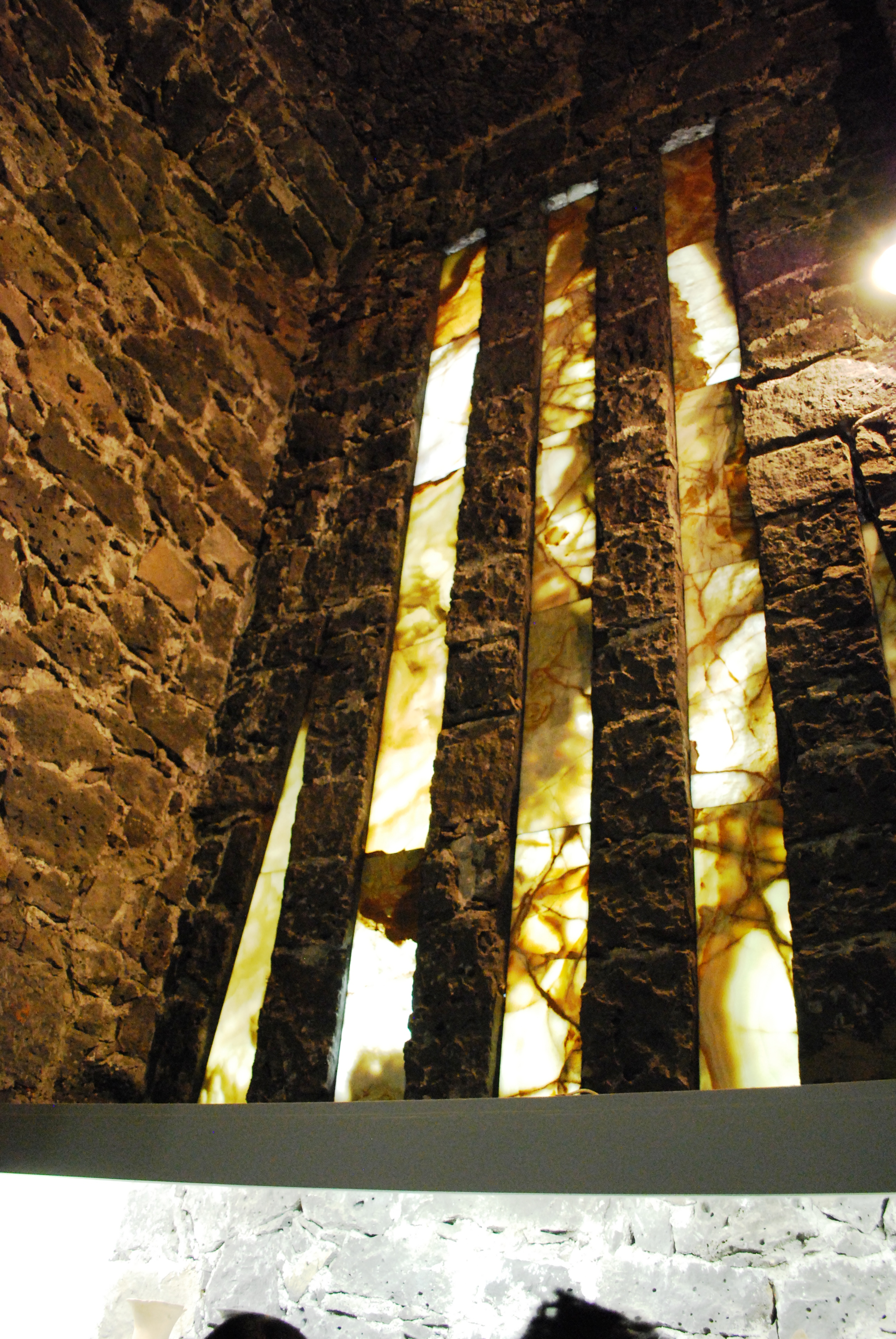
Okno
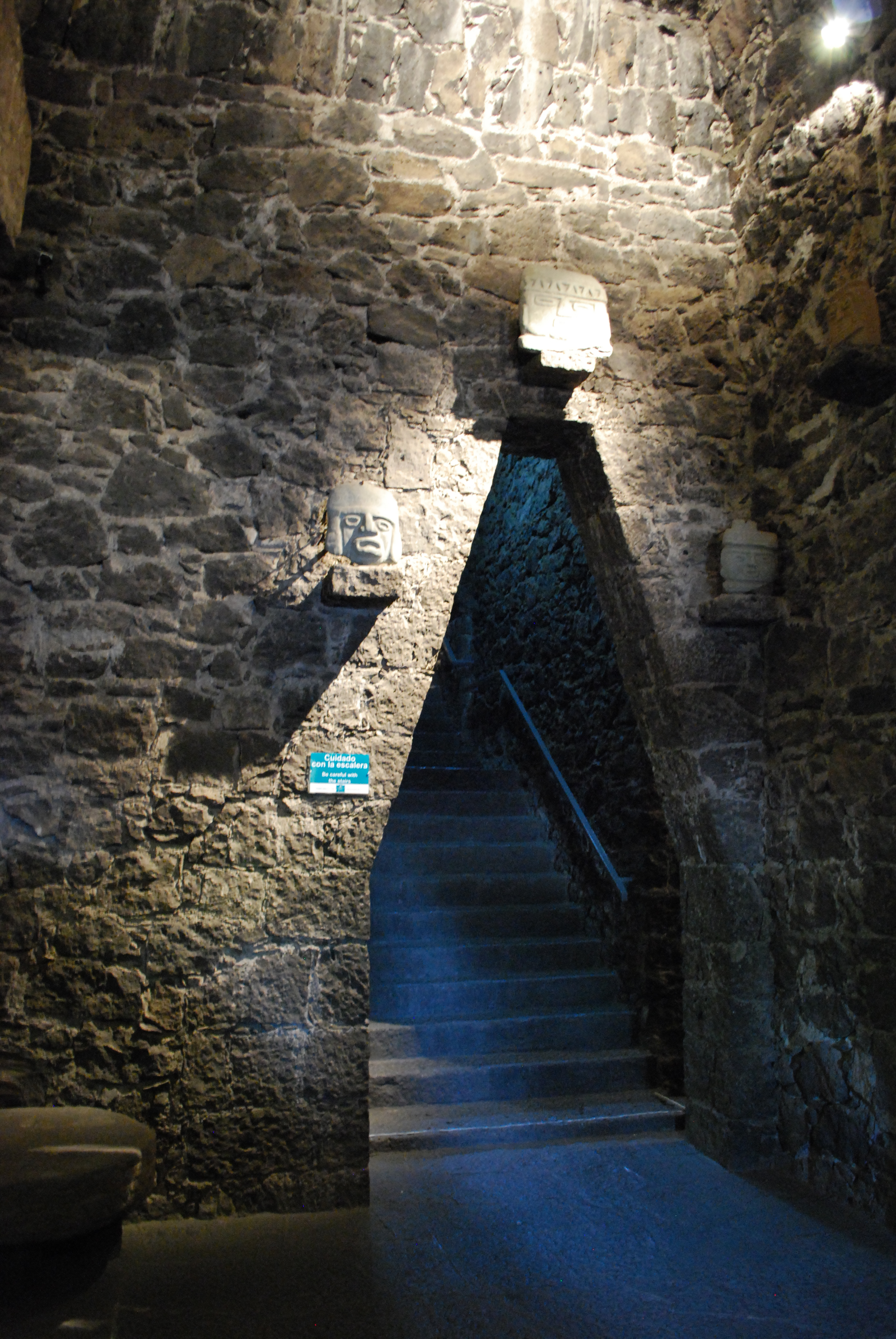
Vstup na schodiště
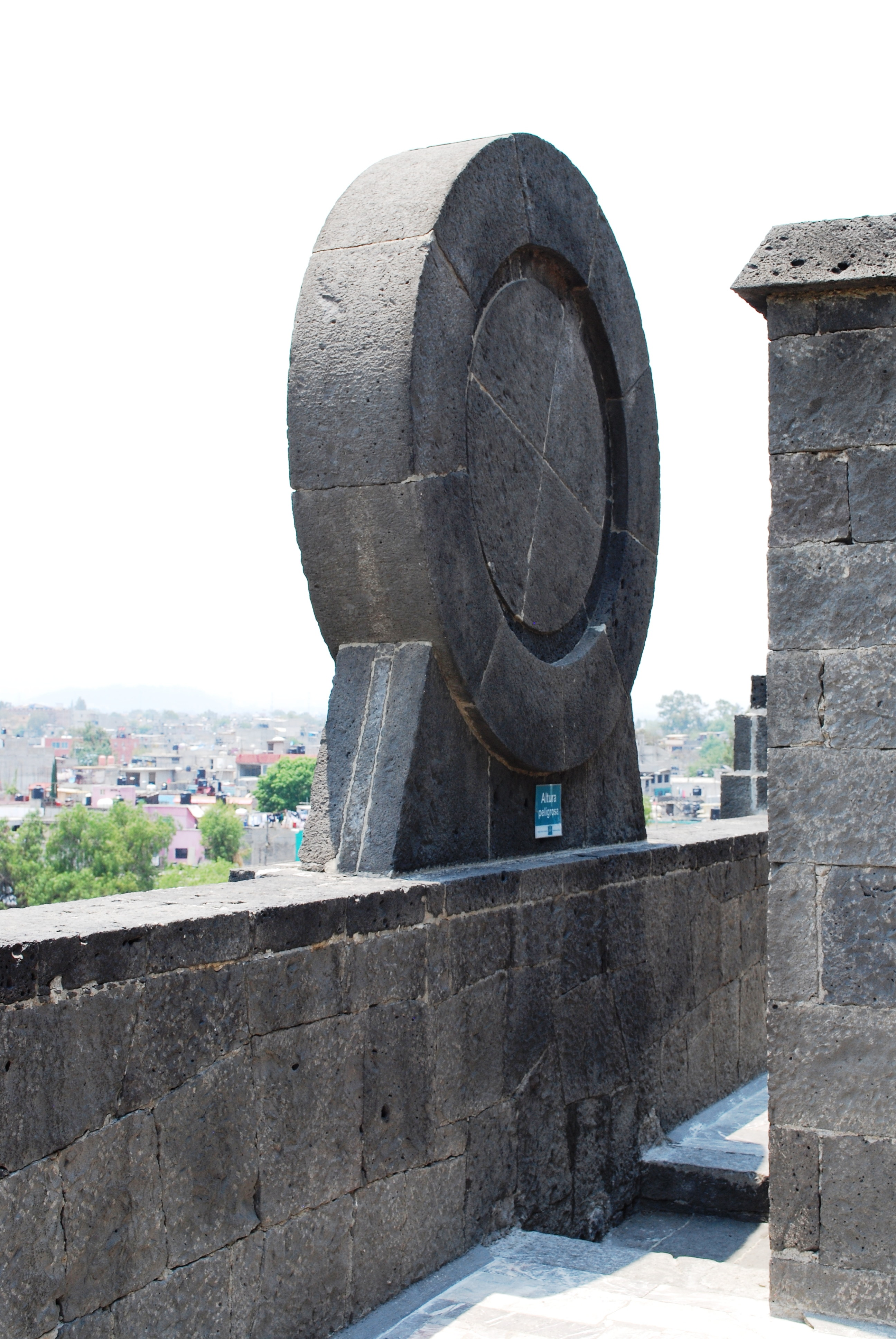
Sluneční disk na budově muzea
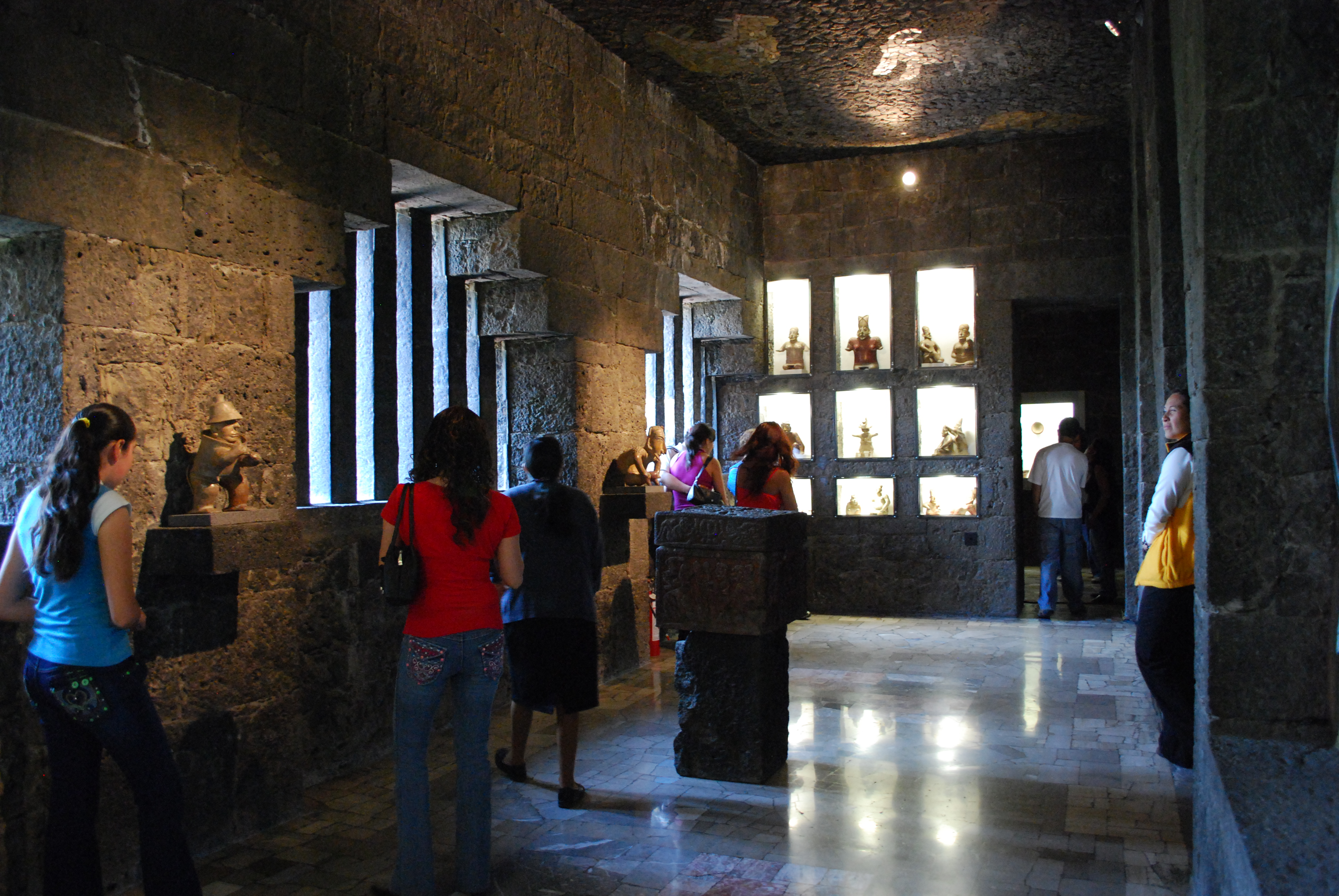
Hala
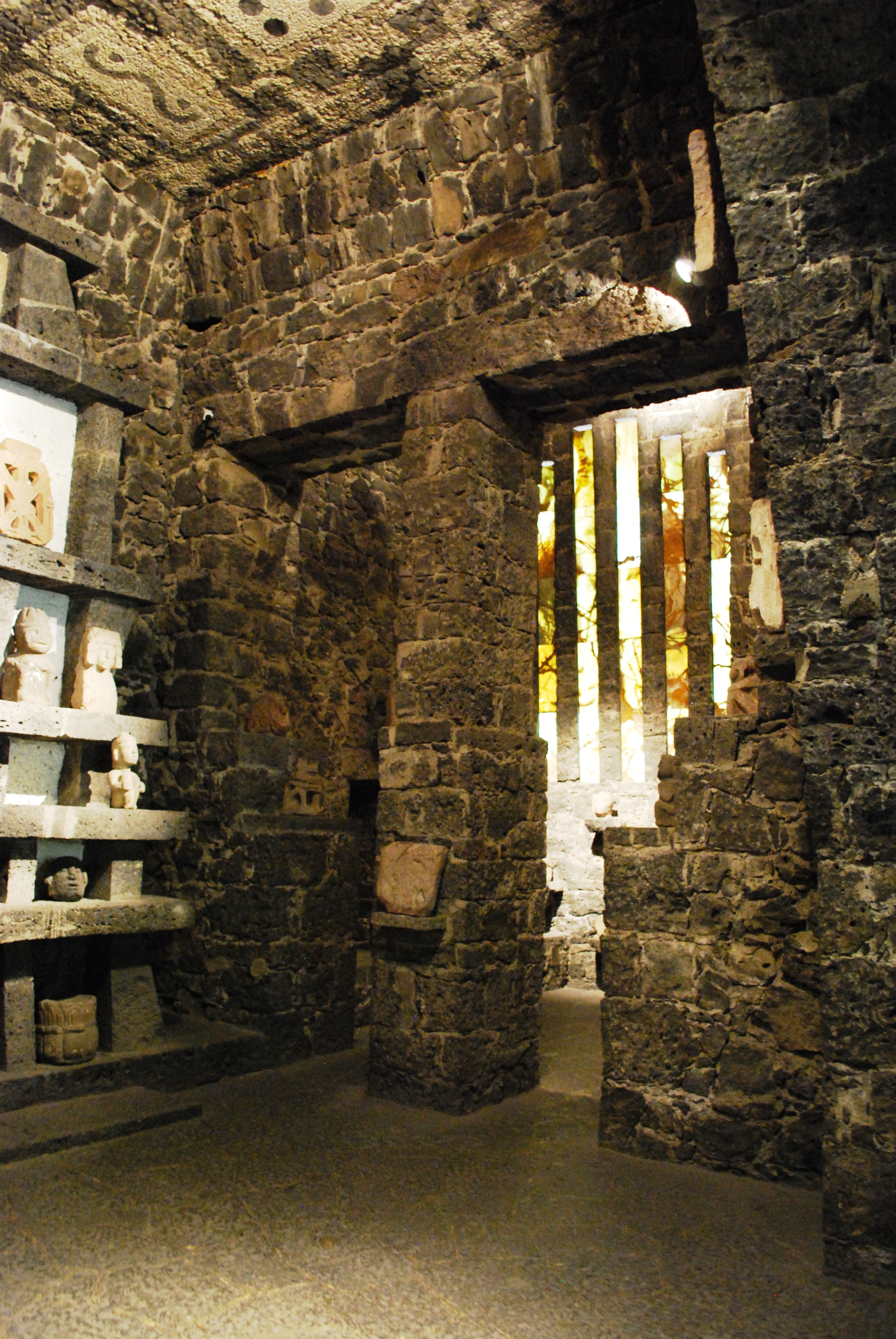
Dveře
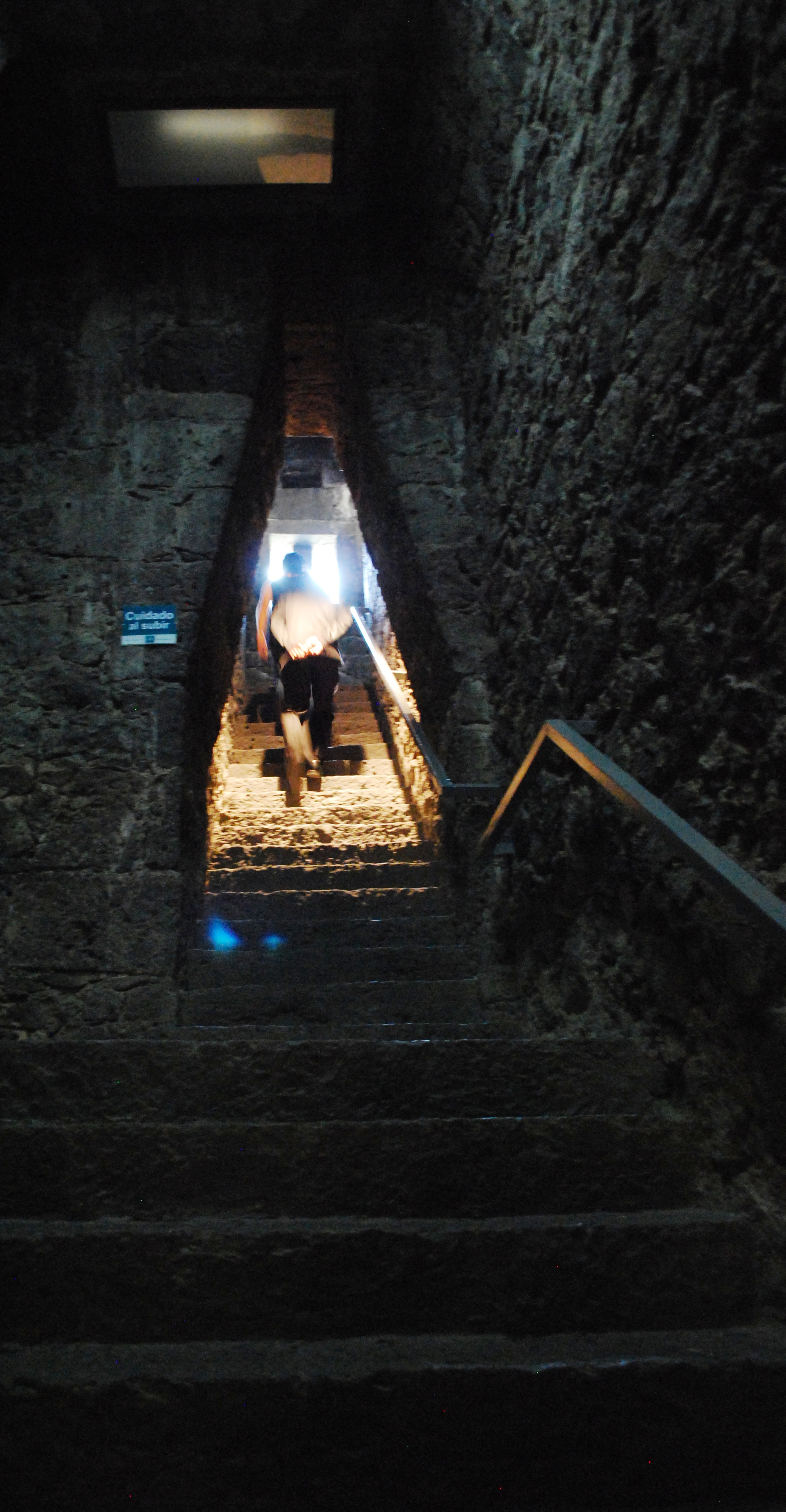
Schodiště
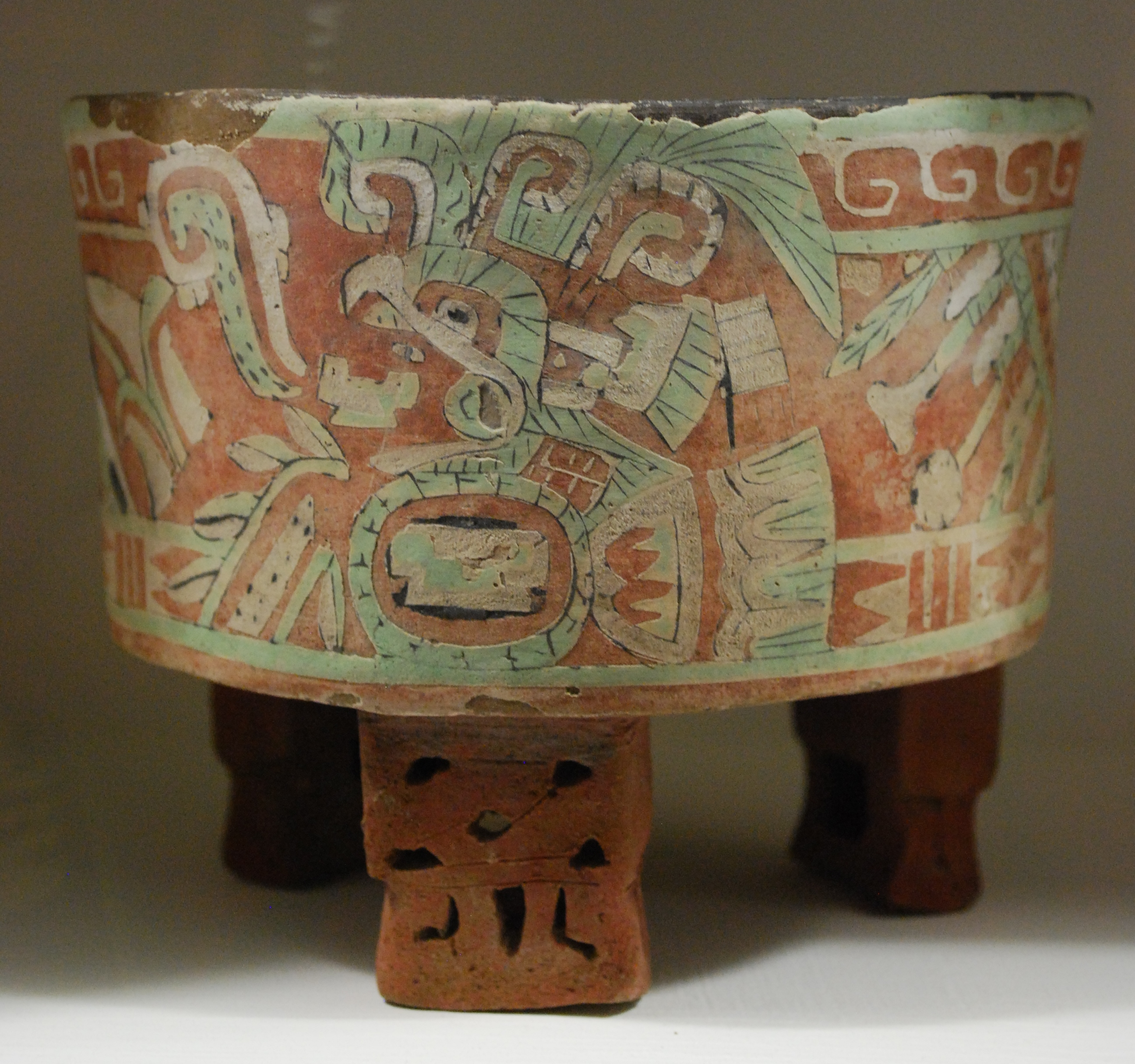
Detail barevné keramiky
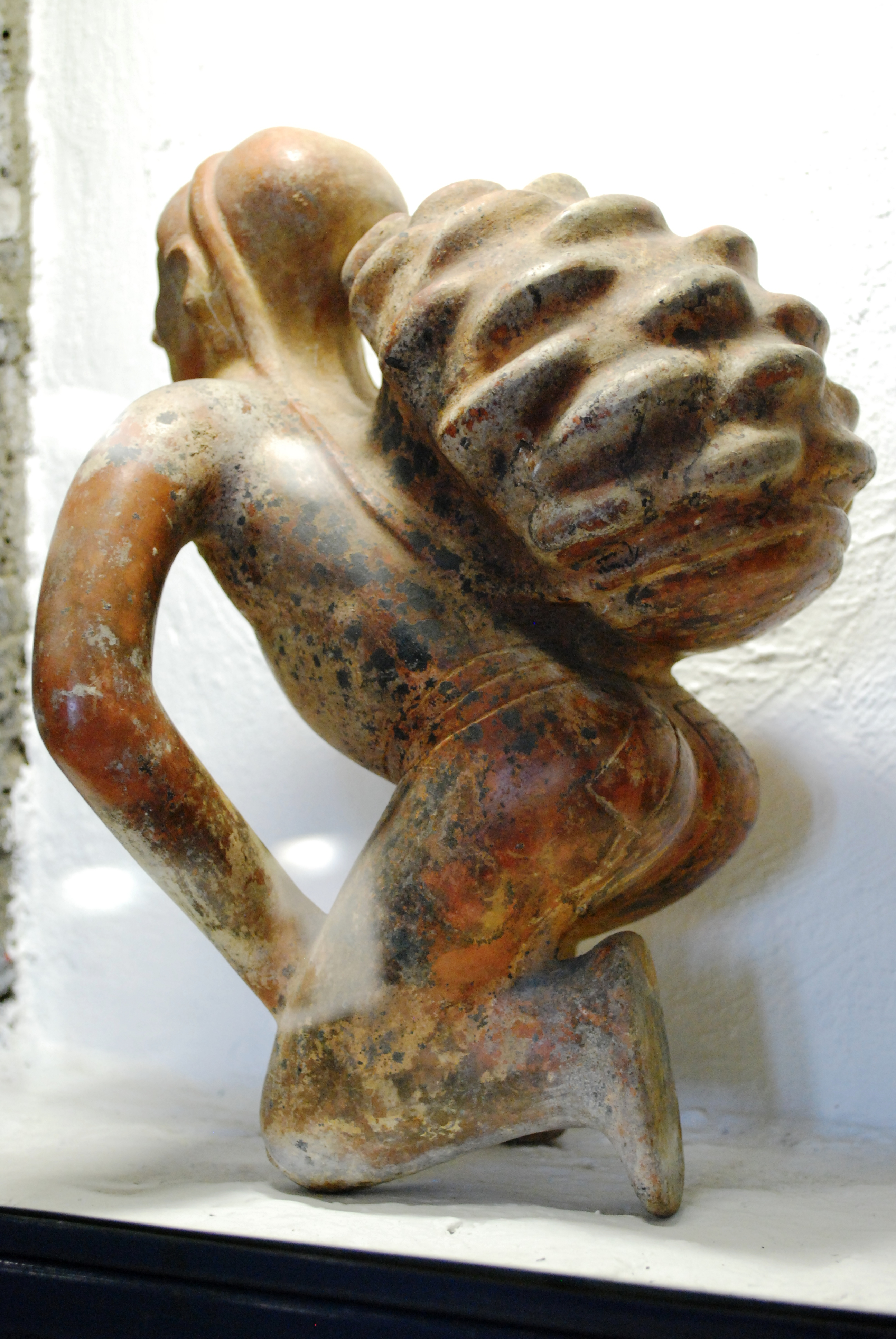
Keramická soška člověka s břemenem na zádech
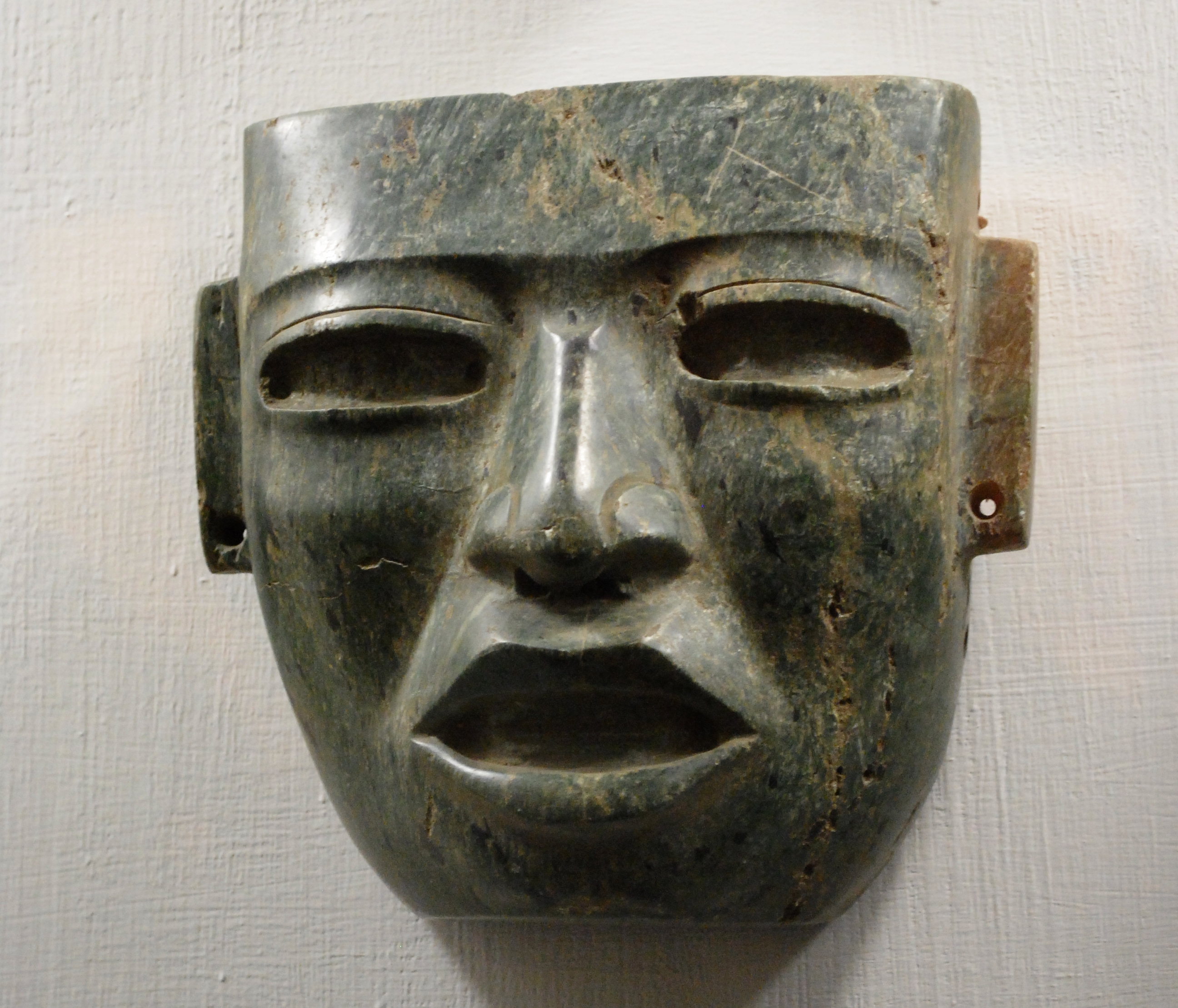
Posmrtná maska z nefritu
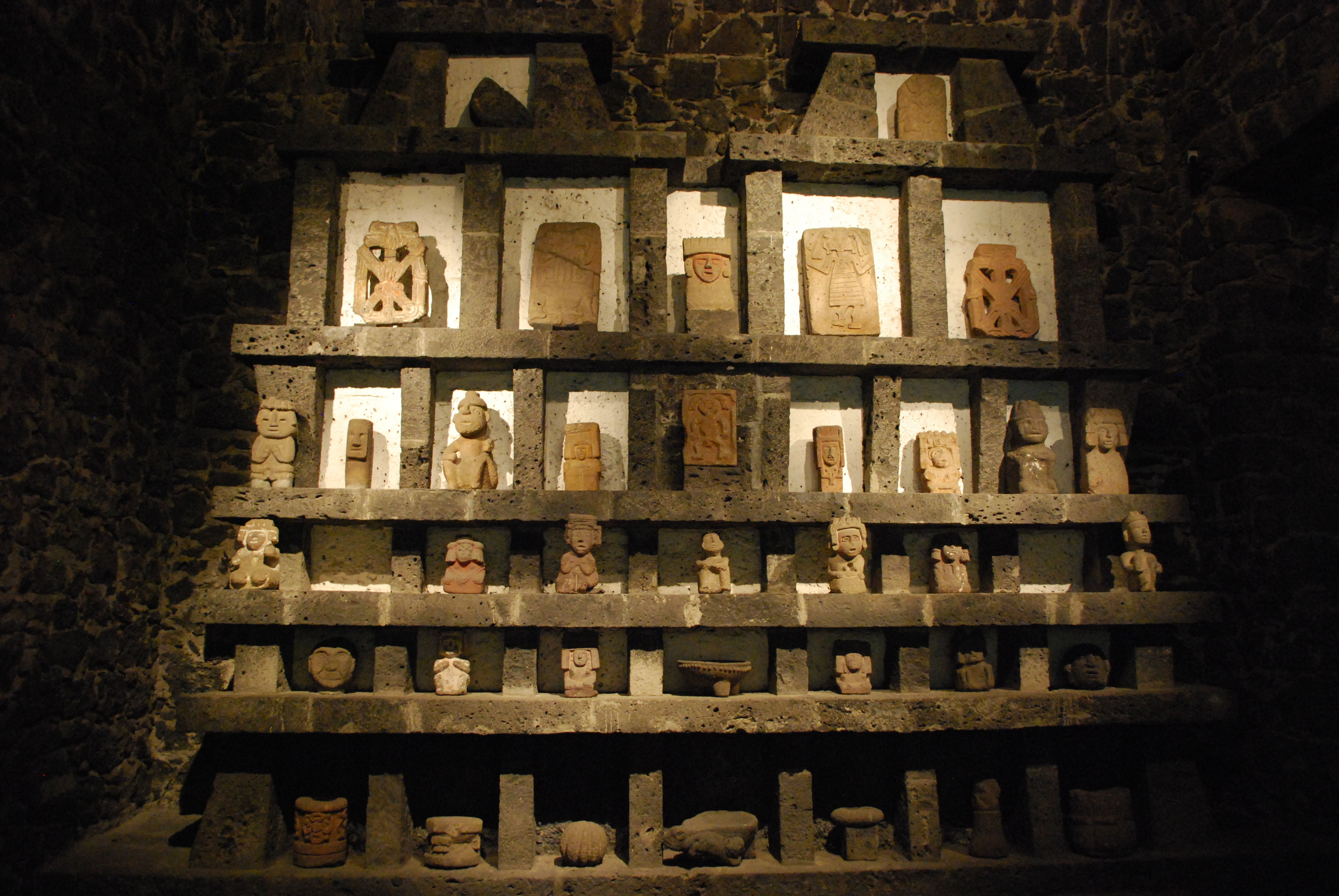
Práce z kamene a keramiky
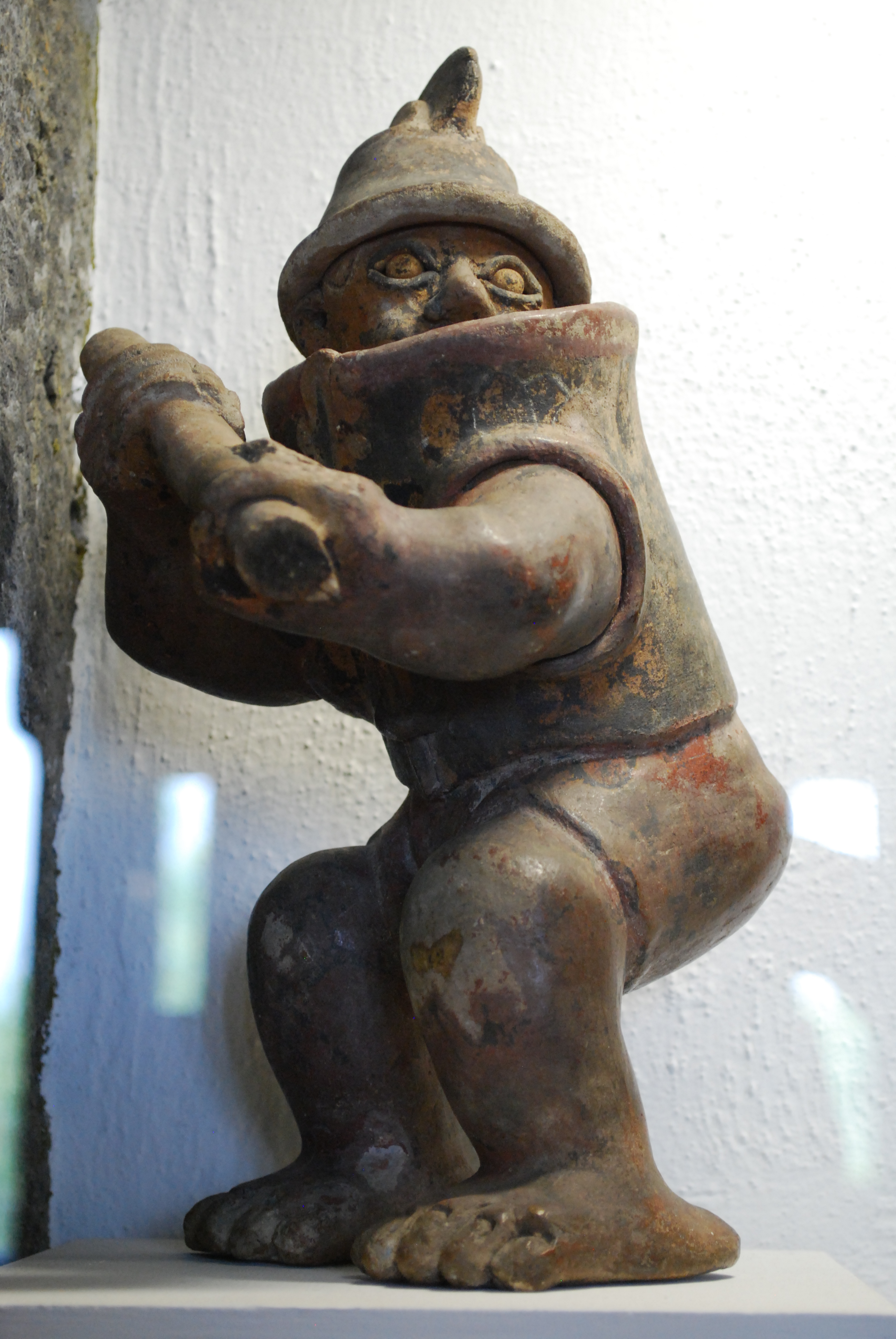
Keramika
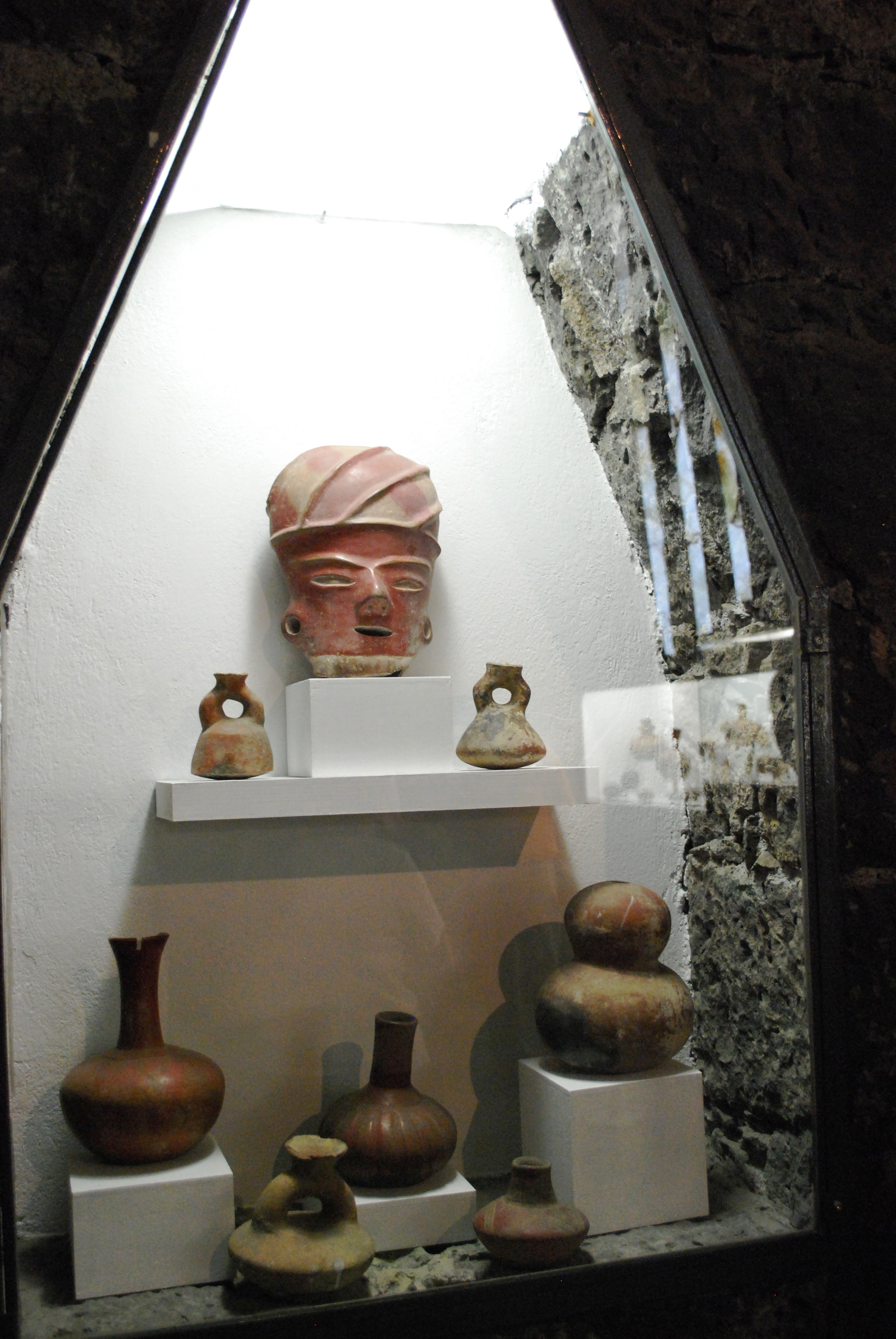
Keramika
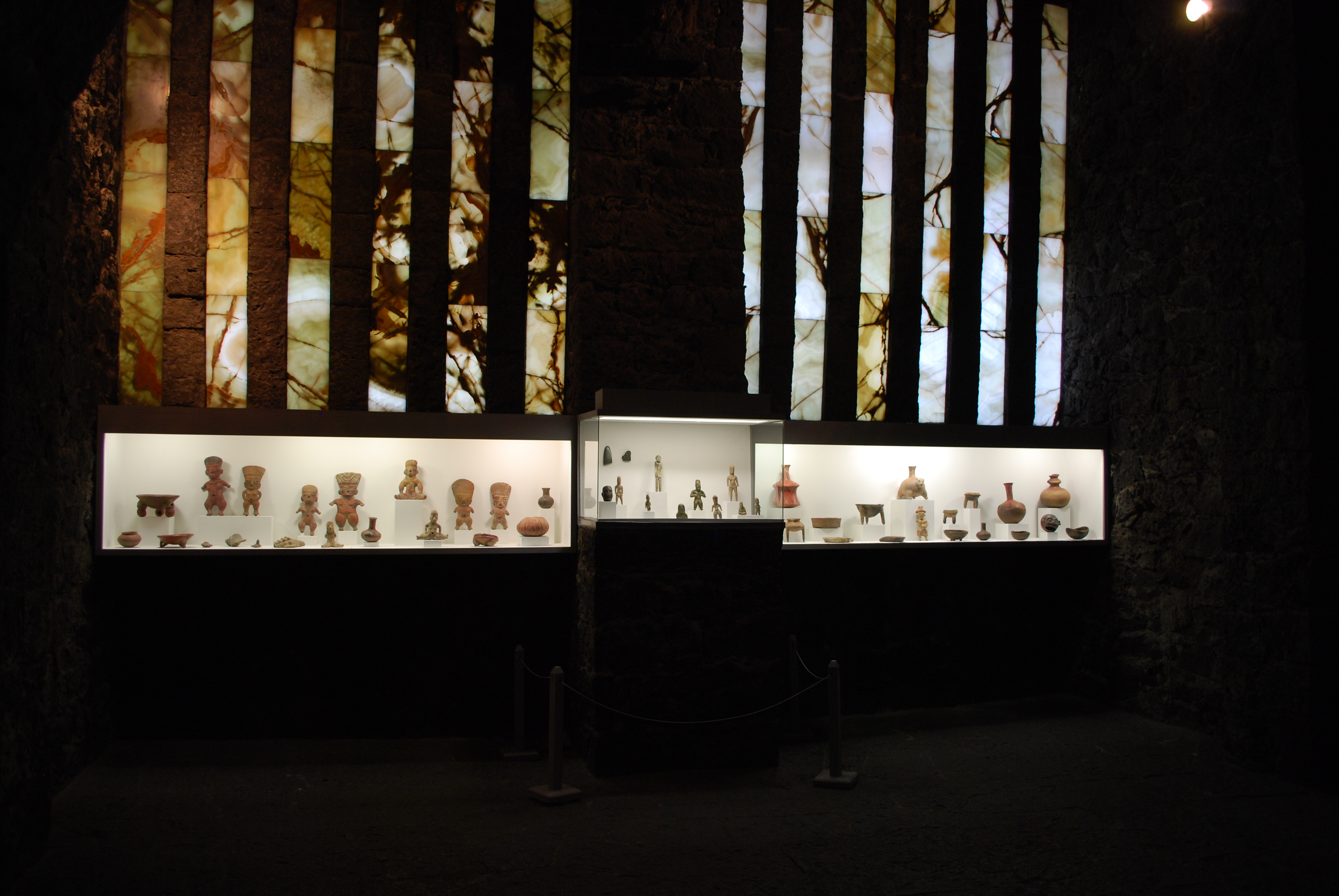
Keramika
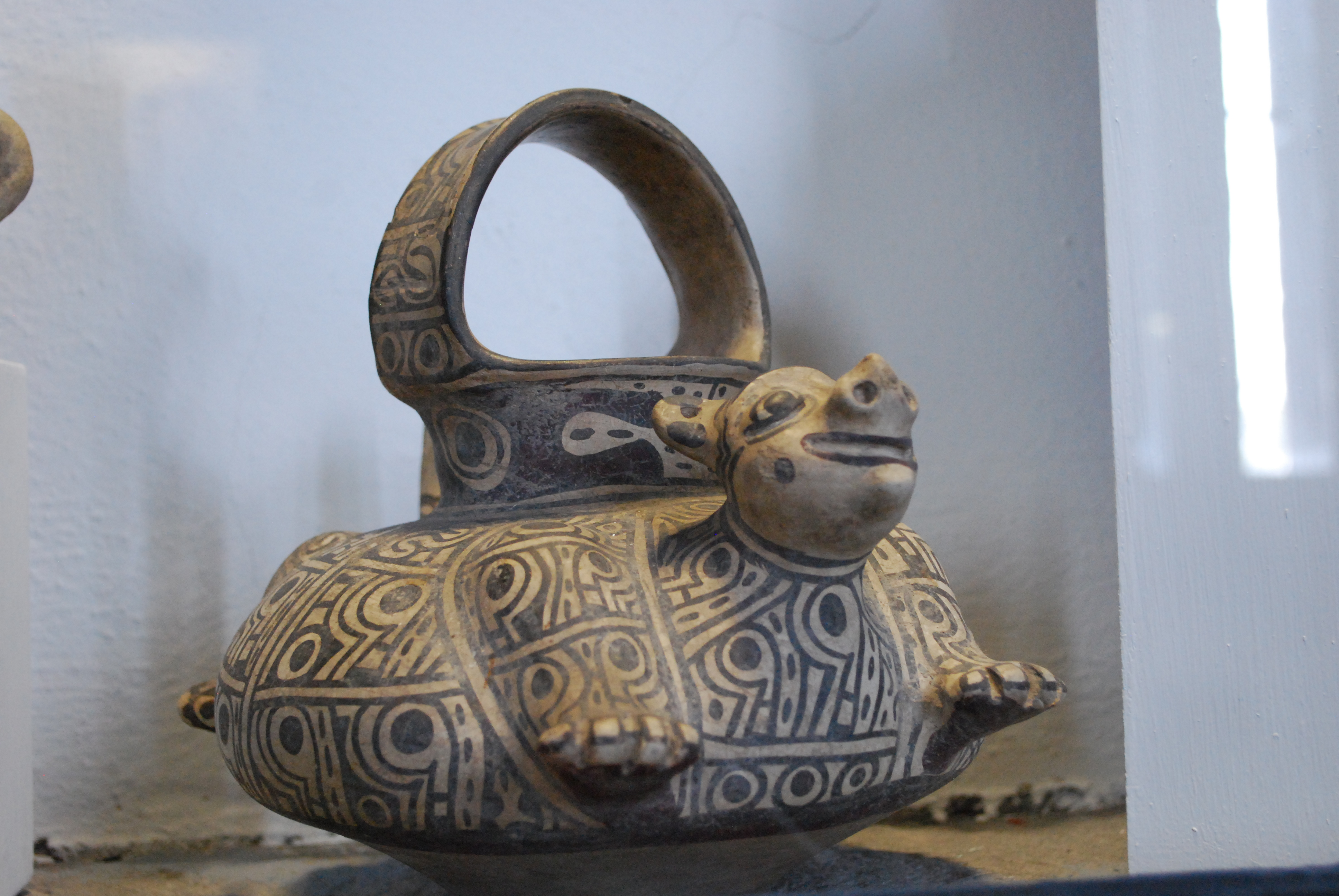
Keramická nádoba se zvířecí formou
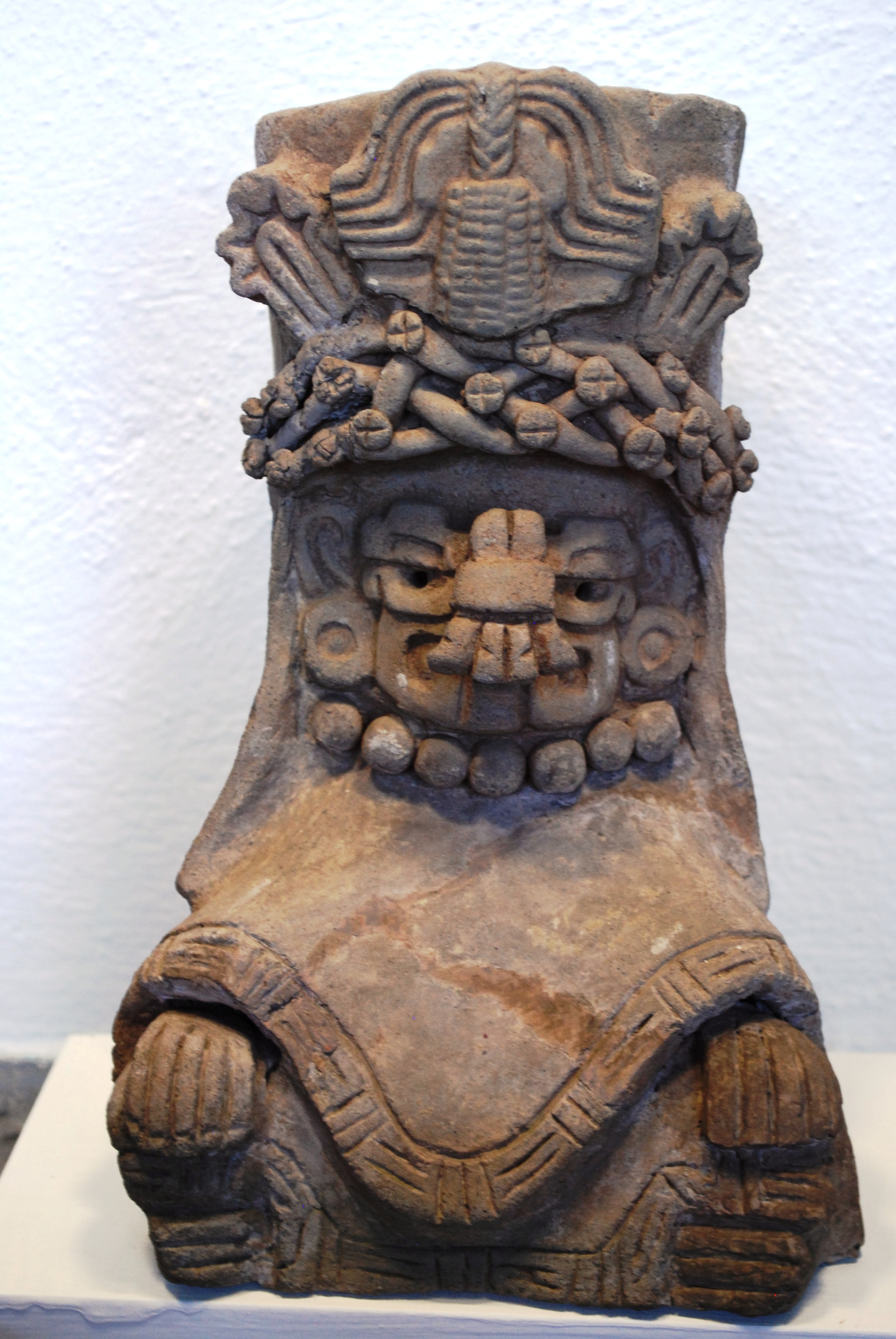
Keramika
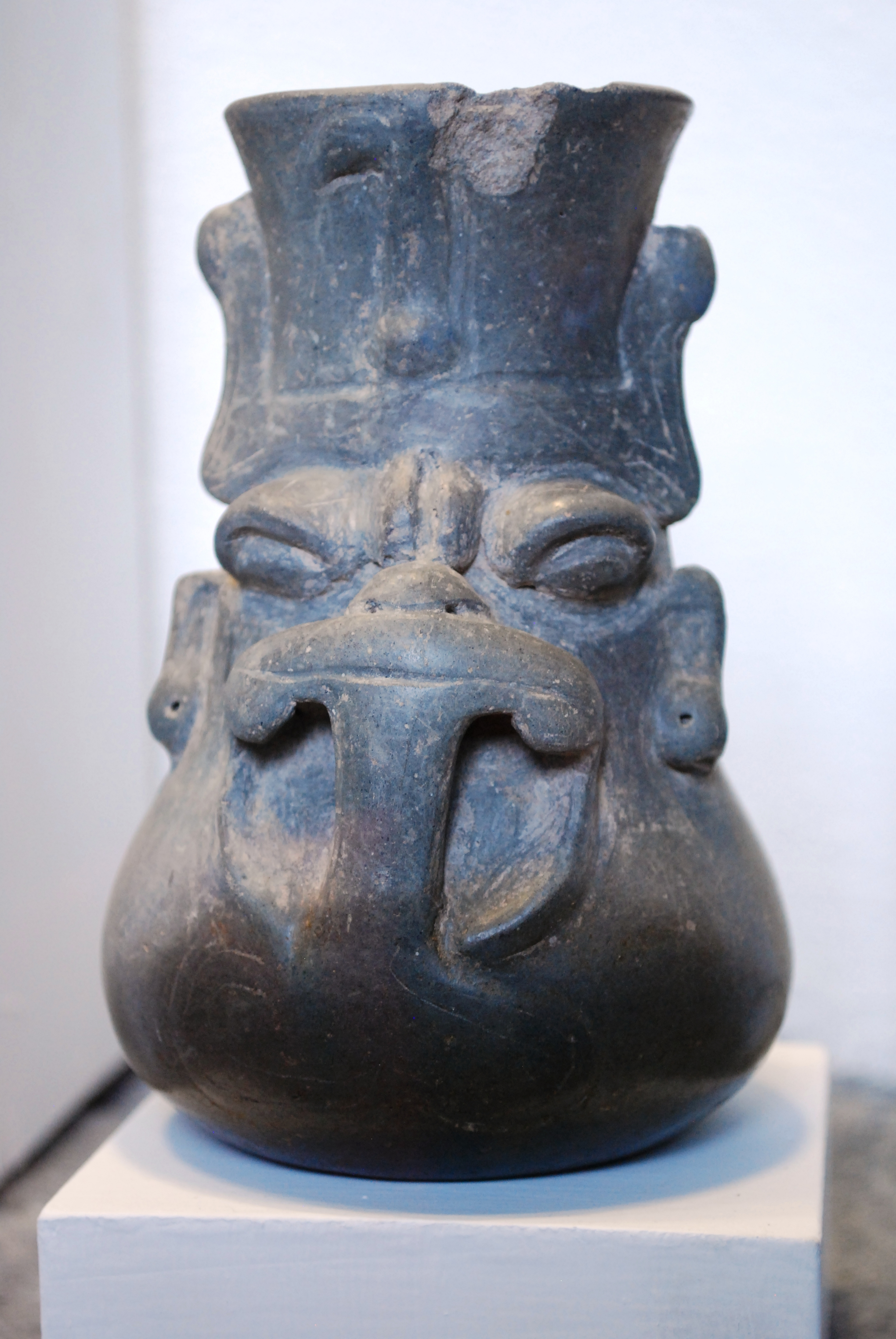
Keramická nádoba
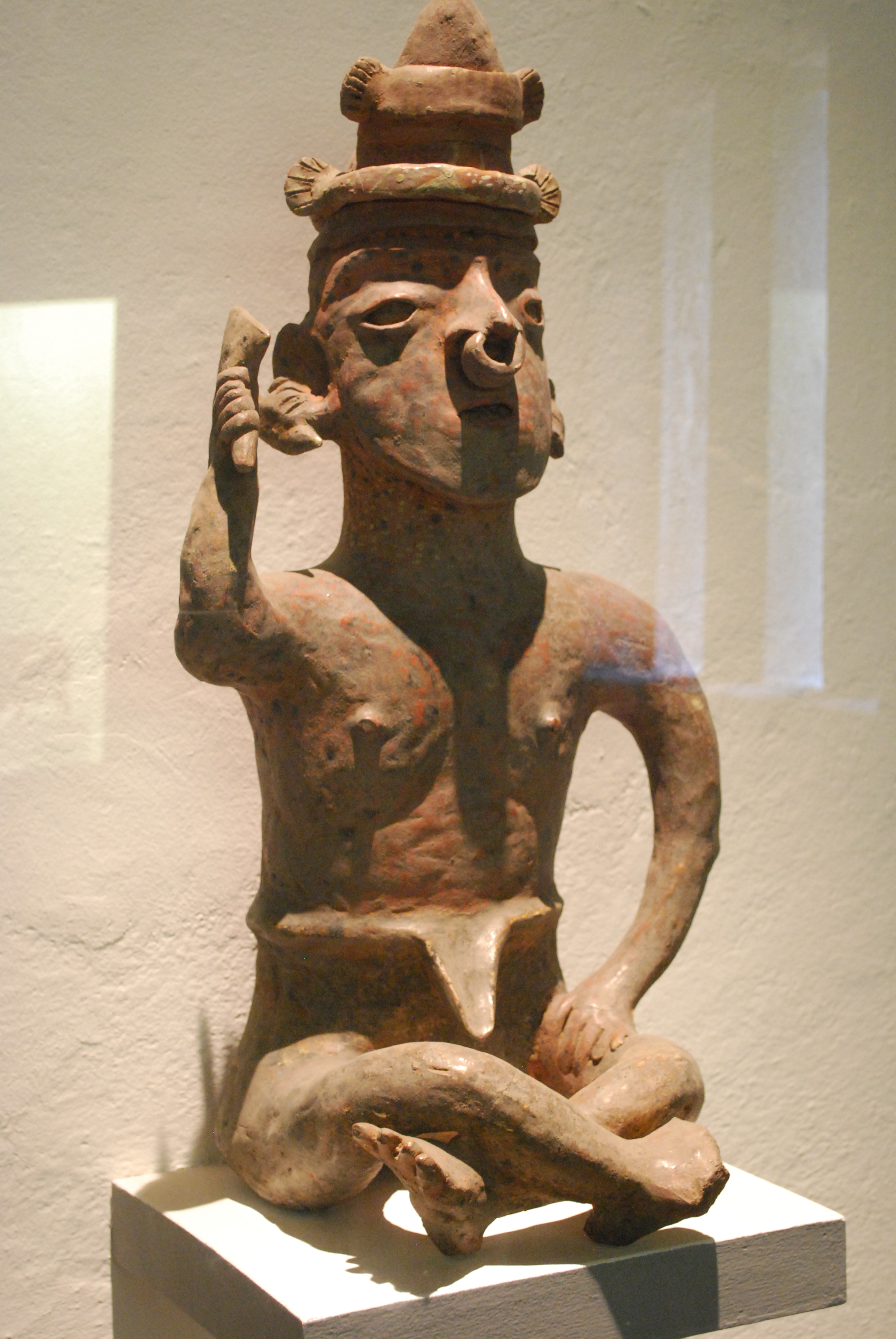
Keramická socha sedící postavy
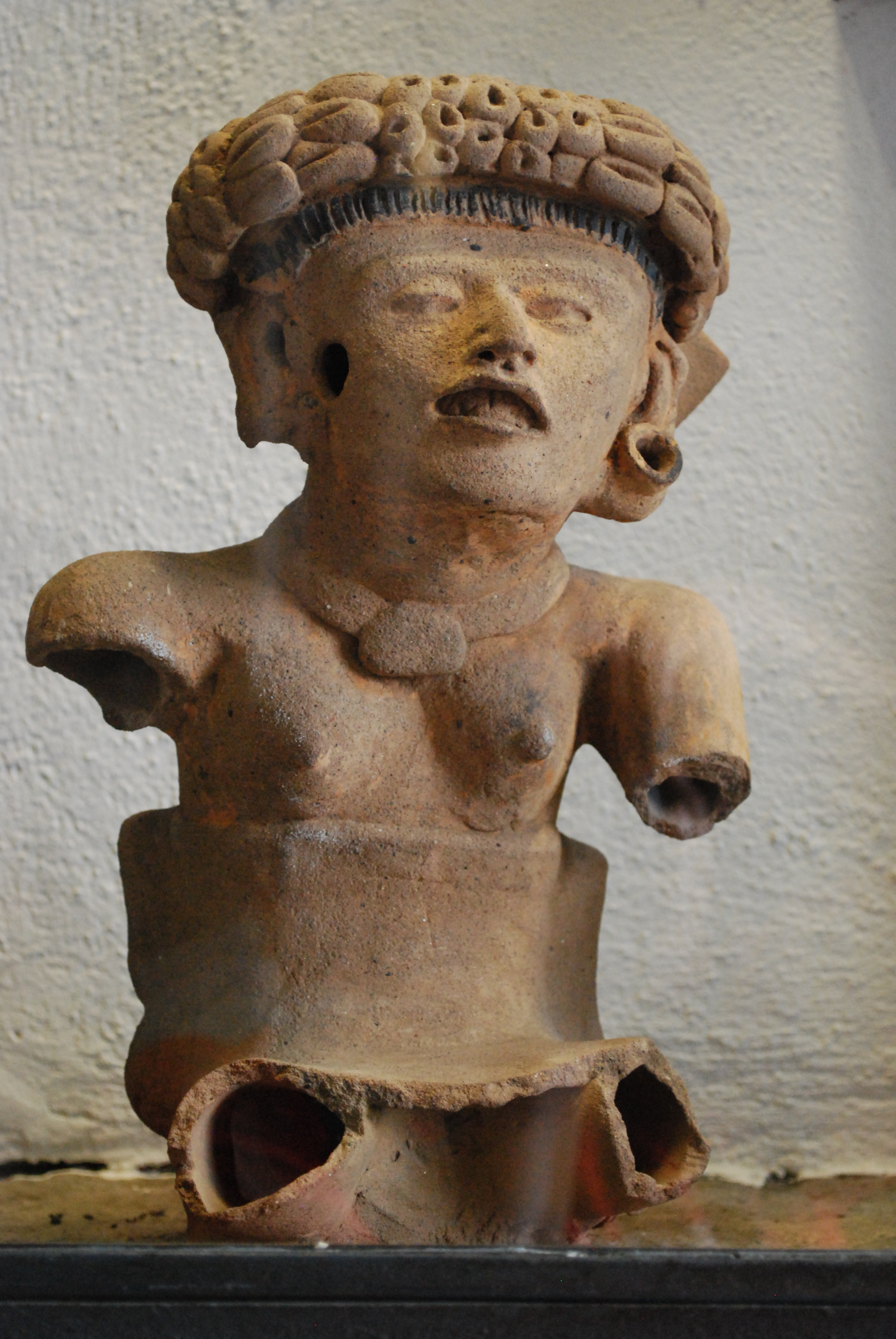
Keramická socha ženy
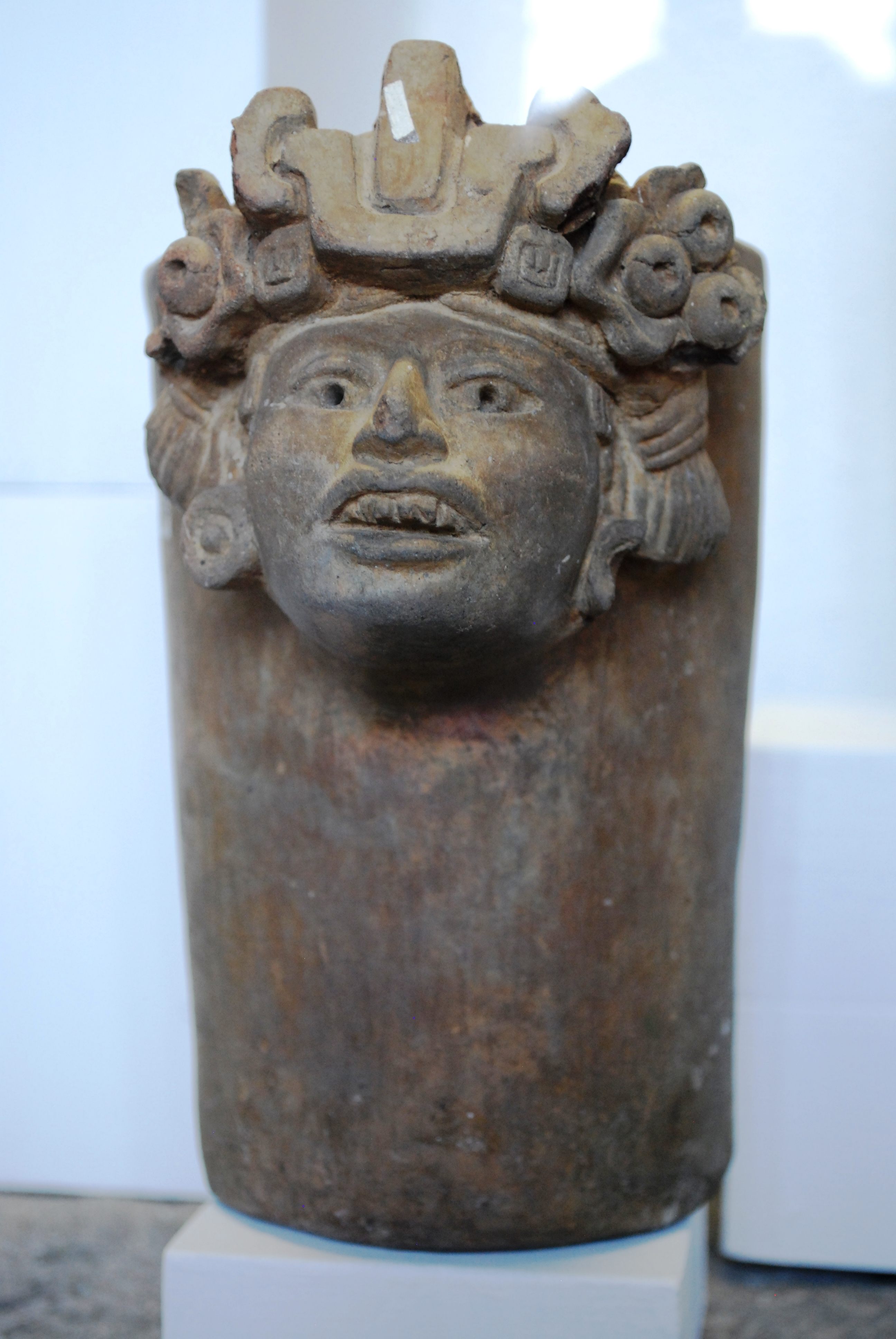
Keramická nádoba s ženskou hlavou
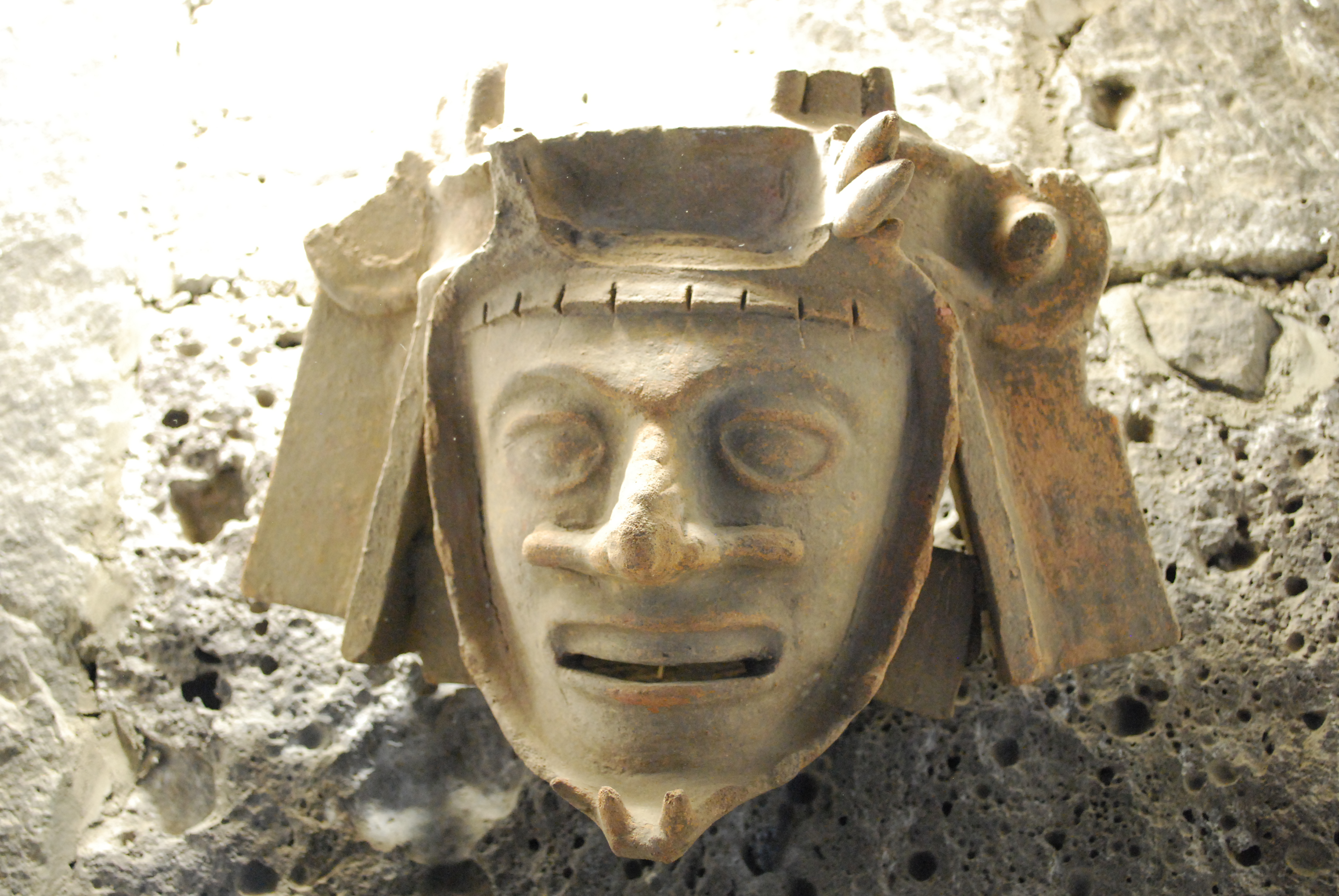
Keramická pohřební maska
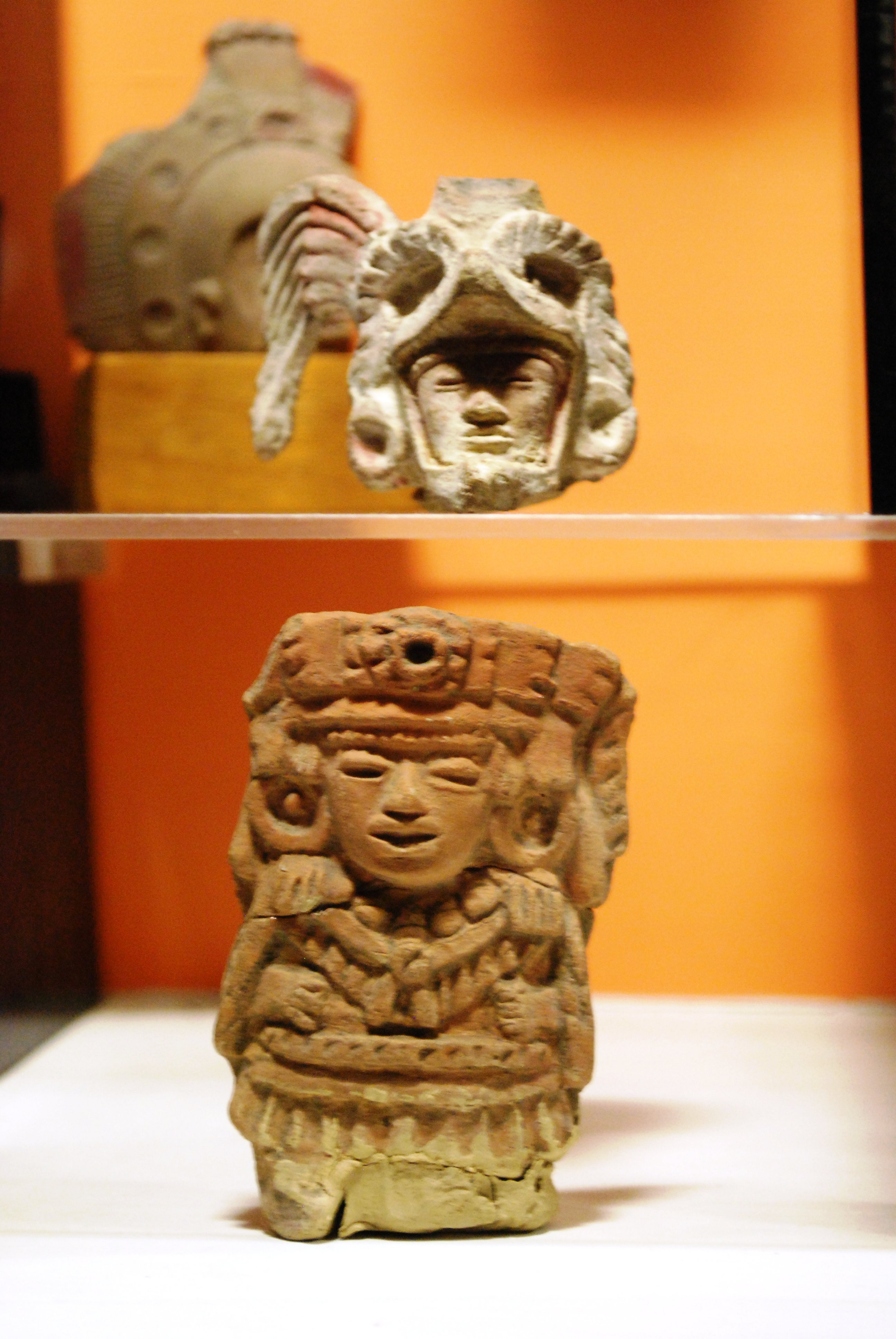
Figurky
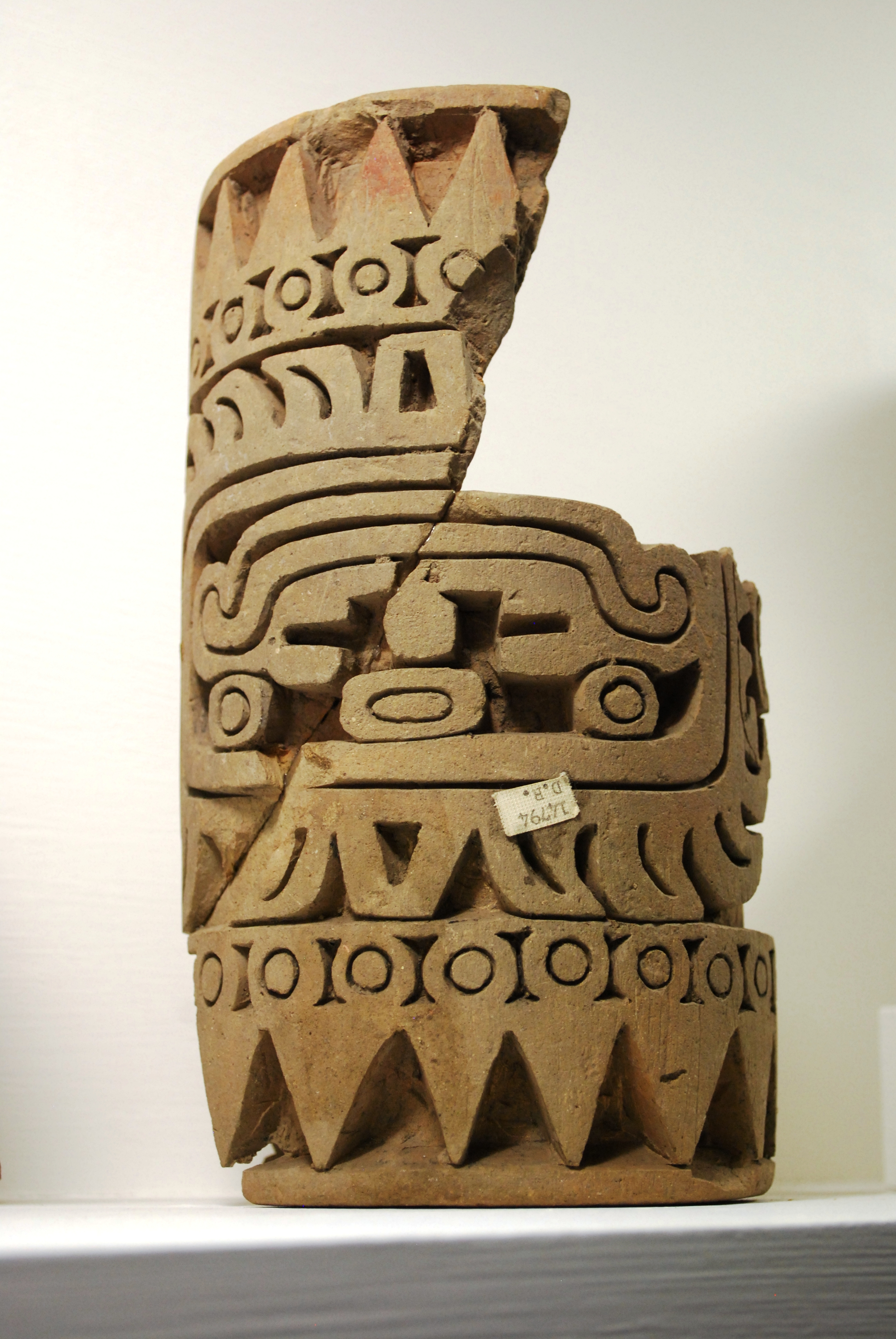
Reliéf
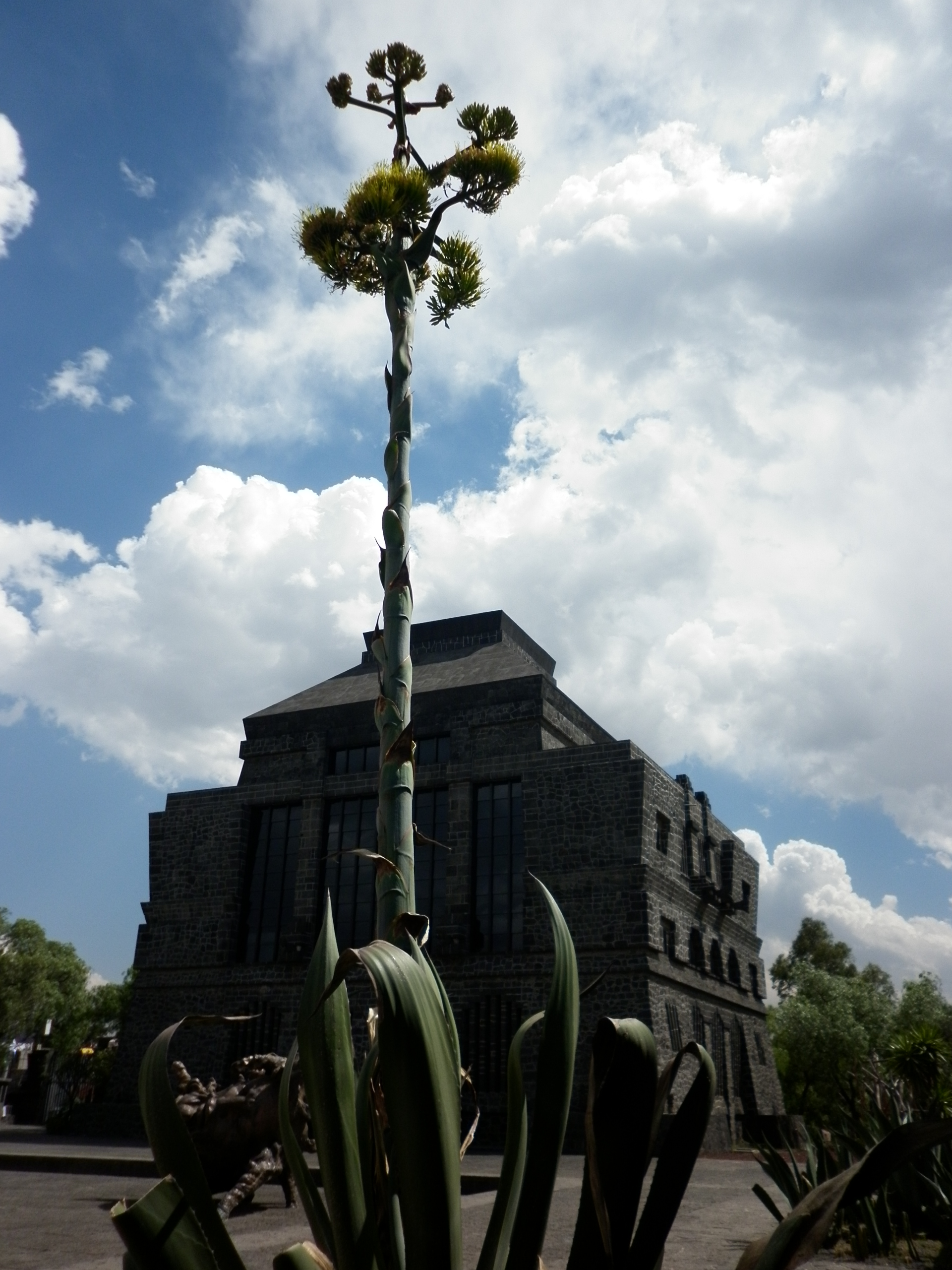
Pohled na Muzeum Anahuacalli